# Konieczna
Konieczna is een plaats in het Poolse district Gorlicki, woiwodschap Klein-Polen. De plaats maakt deel uit van de gemeente Uście Gorlickie en telt 50 inwoners.